# Righteous Babe Records (discográfica)
Righteous Babe Records es un sello discográfico independiente de Estados Unidos, creado por la cantante de punk-folk Ani DiFranco en el año 1990, con el fin de producir sus propios discos. La compañía tiene su sede en Buffalo, Nueva York, la ciudad natal de Ani Difranco.
La discográfica también ha comenzado a producir álbumes de otros artistas como Arto Lindsay, Andrew Bird, Bitch and Animal, Drums & Tuba, Sara Lee o Hamell On Trial, entre otros.